# Arrhyton taeniatum
Arrhyton taeniatum är en ormart som beskrevs av Günther 1858. Arrhyton taeniatum ingår i släktet Arrhyton och familjen snokar. Inga underarter finns listade i Catalogue of Life.
Arten förekommer i Kuba och på några tillhörande öar. Den lever i låglandet och i kulliga områden upp till 800 meter över havet. Denna orm vistas på marken och den gräver ofta i lövskiktet eller i det översta jordlagret. Den hittas vanligen i torra och öppna landskap som betesmarker och gräsmarker, ödemark och intill stränder. Honor lägger ägg.
I några regioner hotas beståndet av landskapets omvandling till jordbruksmark och samhällen. Allmänt har Arrhyton taeniatum bra anpassningsförmåga. IUCN kategoriserar arten globalt som livskraftig.